# Taxocrinus
Taxocrinus is een geslacht van uitgestorven zeelelies, dat leefde van het Devoon tot het Vroeg-Carboon. Dit geslacht is in het fossielenarchief bekend van het Siluur tot het Carboon (leeftijdscategorie: van 428,2 tot 326,4 miljoen jaar geleden). Deze fossielen zijn gevonden in het Verenigd Koninkrijk, de Verenigde Staten, Australië, China, Tsjechië en Duitsland.

## Beschrijving
Deze zeelelie met een kroonhoogte van ongeveer vijf centimeter had een beker met in elkaar grijpende, dikke vertakte armen. De steel was bezet met schijfvormige plaatjes.

## Soorten
- Taxocrinus anomalus Waters et al. 2003
- Taxocrinus macrodactylus Phillips 1841
- Taxocrinus stultus Whidborne 1896
- Taxocrinus telleri Springer, 1920